# Holger Reenberg
Holger Reenberg Hansen, född 12 juli 1920 i Sundby församling i Köpenhamn, död 15 september 1990 i Malmö, var en dansk solodansör, koreograf, regissör, balettchef och teaterchef .

## Biografi
Reenberg växte upp på Amager i Danmark och startade sin skol- och dansutbildning som 7-åring vid Det Kongelige Teaters Balettskole i Köpenhamn. År 1928 antogs han som balettelev och 1937 som balettaspirant hos balettmästaren Harald Lander. 
På 30-talet dansade han vid Den kgl Ballets gästspel under den internationella utställningen i Paris 1937, på Operan i Stockholm och på teatrar i Berlin och Hamburg. I balettkompaniet ”Niels Bjørn-balletten” uppträdde han dessutom i början på 40-talet i baletter på Lorry i Köpenhamn. 
År 1944 lyckades flera danska dansare fly till Sverige, där de bland annat uppträdde i Göteborg. Karl Gerhard var där och tog kontakt. Detta blev starten på ett mångårigt samarbete i olika revyer. Med Ivo Cramérs och Birgit Cullbergs Svenska dansteater var Reenberg på turné i flera länder i Europa 1946–1948. År 1948 blev han anställd som solodansör vid Malmö Stadsteater och dansade bland annat i Kolingen och i Polovetsiska danser. Efter 2 år lämnade Reenberg Malmö för en ny karriär på Stora Teatern i Göteborg, där han blev balettmästare 1952. I Birgit Cullbergs balett Fröken Julie dansade han betjänten Jean 1952, på premiären med Nina Gabay och andra dagen med Marianne Fröijdh som Fröken Julie. Under resten av 50-talet arbetade han freelance och gjorde dansroller och koreografi på olika teatrar och revysällskap i Norden. Samarbetet med regissören Josef Halfen från Storan utbyggdes i flera Folkparksturnéer med operetter 1954–1960. På Göteborgs stadsteater skapade Lars Forssell, Pär Rådström, Åke Falck, Holger Reenberg med flera kabarén ”Två åsnor”, där Jan Malmsjö framträdde som sångare för första gången. Senare gjorde Reenberg koreografin i flera av Åke Falcks Tv-produktioner. 
I Helsingfors gjorde han 13 uppsättningar på Svenska Teatern, oftast som koreograf, men även som regissör. Den största publiksuccén blev ”My Fair Lady” , där Gösta Folke stod för regin. År 1961 blev Holger Reenberg balettmästare på Malmö Stadsteater, där Gösta Folke var nybliven teaterchef. De ville bygga upp en ny egen balettensemble. För att stödja intresset för dans och skapa egna förmågor startades en balettskola, som drevs efter samma principer som vid Det kgl Teater i Köpenhamn. Fram till 1967 var Reenberg balettchef, stod för koreografin i flera baletter och operetter, men dansade även några solistroller. Simson i baletten Simson och Delila, som skapats i samarbete med Rune Lindström och Håkan von Eichwald, blev den sista i hans långa danskarriär.
Åren 1968–1979 var han som planeringschef ansvarig för styrningen av produktioner och personal på de tre scenerna på teatern. Vid sidan om denna uppgift regisserade han operetter och musikaler som Mame, Annie Get Your Gun och No, no Nanette. År 1980 övertog han uppgiften som teaterchef. Samtidigt genomfördes en omorganisation och Elsa-Marianne von Rosen utnämndes till balettchef, Gunnar Stern till musikchef och Eva Sköld till dramachef. De olika uppfattningarna om hur teatern skulle styras skapade ofta problem i samarbetet mellan teaterns styrelse och teaterchefen. Detta var orsaken till att flera teaterchefer sagt upp sig och så gjorde även Holger Reenberg inför säsongen 1983/84.

### Familj
Holger Reenberg var 1949–1974 gift med solodansösen Marianne Fröijdh. Han är begravd på Sankt Pauli norra kyrkogård i Malmö.

### TV-produktioner
| År   | Produktion                                            | Upphovsmän                  | Roll            |
| ---- | ----------------------------------------------------- | --------------------------- | --------------- |
| 1960 | Utan gräns, TV-program, SVT                           | Regi Åke Falck              | Koreografi      |
| 1961 | En bitte smule Gitte, TV-program, SVT Malmö           | Regi Åke Falck              | Koreografi      |
| 1961 | Bibliska bilder, TV-film, SVT                         | Koreografi Ivo Cramér       | Förste fariséen |
| 1962 | Eskapad, TV-program, SVT                              | Regi Åke Falck              | Koreografi      |
| 1966 | Ungersvennen och de sex prinsessorna, TV-program, SVT | Koreografi: Birgit Cullberg | Kungen          |
| 1971 | Gustav Vasas äventyr i Dalarna, TV-serie, SVT         | Regi Rune Lindström         | Jens fra Amager |

### Teater

#### Danssolist - Urval
| År   | Produktion                                                                   | Roll                                     | Teater                              |
| ---- | ---------------------------------------------------------------------------- | ---------------------------------------- | ----------------------------------- |
| 1927 | Harlekins miljoner, balett                                                   | Harlekin                                 | Pantomimeteatret, Tivoli, Köpenhamn |
| 1934 | Hyrdinden og skorstensfejeren, balett H C Andersen, Koreografi Harald Lander | Den gamle kineser                        | Det kgl. Teater, Köpenhamn          |
| 1940 | Pinocchio, balett Niels Björn Larsen                                         | Teaterdirektör                           | Lorry, Köpenhamn                    |
| 1948 | Oklahoma!, operett O Hammerstein, R Rodgers                                  | Curly i Laureys dröm                     | Malmö Stadsteater                   |
| 1949 | Polovetsiska danser, balett Koreografi C-G Kruuse                            | Schaman                                  | Malmö Stadsteater                   |
| 1949 | Kolingen, balett Koreografi C-G Kruuse                                       | Kolingen                                 | Malmö Stadsteater                   |
| 1950 | Per Svinaherde, balett Koreografi C-G Kruuse                                 | Kungen                                   | Malmö Stadsteater                   |
| 1951 | Peter och vargen, balett Koreografi Ivo Cramér                               | Vargen                                   | Malmö Stadsteater                   |
| 1952 | Fröken Julie, balett Koreografi Birgit Cullberg                              | Jean                                     | Stora teatern, Göteborg             |
| 1952 | Läderlappen, operett C. Haeffner och R. Genée                                | Danspar i wienervals och fångarnas flykt | Nationalteatern, Reykjavik          |
| 1952 | Lualaba, balett Koreografi: George Gé                                        | Ung hövding                              | Stora Teatern, Göteborg             |
| 1953 | Oklahoma!, operett Oscar Hammerstein, Richard Rogers                         | Chalmers                                 | Trøndelag Teater, Trondheim         |
| 1958 | Den förlorade sonen, balett Ivo Cramér, Hugo Alfén, Rune Lindström           | Brodern, Döden                           | Stora teatern, Göteborg             |
| 1960 | Väst-Kust-Story, Revy Karl Gerhard                                           | Kalifens gyllene fågel                   | Cirkus, Göteborg                    |
| 1964 | Simson & Delila, balett Rune Lindström, Erland von Koch, Holger Reenberg     | Simson                                   | Malmö Stadsteater                   |

#### Koreograf - Urval
| År   | Produktion                                                    | Upphovsmän                                                                                            | Teater                       |
| ---- | ------------------------------------------------------------- | --- | ---------------------------- |
| 1951 | Mariza, operett                                               | Emmerich Kálmán, Regi Einar Beyron                                                                    | Stora teatern, Göteborg      |
| 1952 | Call Me Madame, operett                                       | Irving Berlin, Regi Sven Åge Larsen                                                                   | Stora teatern, Göteborg      |
| 1954 | Csárdásfurstinnan, operett                                    | Emmerich Kálmán, Regi Eddie Stenberg                                                                  | Svenska teatern, Helsingfors |
| 1954 | Kungen och gatsångerskan, operett (La Périchole)              | Jacques Offenbach, Meilhac & Halévy, Regi Josef Halfen                                                | Folkparksteatern             |
| 1955 | Serenad,operett                                               | Louis Lajtais, Regi Runar Schauman                                                                    | Svenska teatern, Helsingfors |
| 1955 | Fågelhandlaren, operett (Der Vogelhändler)                    | M. West och L. Held, Karl Zeller, Regi Josef Halfen                                                   | Folkparksteatern             |
| 1956 | Frihetsbröderna, operett (Les Brigands)                       | Jacques Offenbach, Meilhac & Halévy, Regi Josef Halfen                                                | Folkparksteatern             |
| 1957 | Läderlappen, operett (Die Fledermaus)                         | Johann Strauss, C. Haeffner och R. Genée, Regi Josef Halfen                                           | Folkparksteatern             |
| 1958 | Två åsnor, kabaré                                             | Lars Forsell, Per Rådström, mfl, Regi Åke Falck                                                       | Göteborgs stadsteater        |
| 1959 | Lyckosparken, operett                                         | Boris Grünstein, Cab Brunila, Georg de Godzinski, Regi Josef Halfen                                   | Svenska Teatern, Helsingfors |
| 1959 | Två träd, Vaduvill-revy                                       | Karl Gerhard                                                                                          | Idéonteatern, Stockholm      |
| 1959 | My Fair Lady, musical                                         | Alan Jay Lerner, Frederic Loewe, Regi Gösta Folke                                                     | Svenska Teatern, Helsingfors |
| 1960 | Zigenarbaronen, operett                                       | Johann Strauss d.y. efter Maurus Jokais novell, Regi Josef Halfen                                     | Folkparksteatern             |
| 1960 | Karl Gerhards Jubelsommar, tältrevy                           | Karl Gerhard, Regi Per Gerhard och Holger Reenberg                                                    | tältrevy                     |
| 1961 | Ursäkta handsken, revy                                        | Karl Gerhard Text: Karl Gerhard, Hans Alfredson, Tage Danielsson och Dix Dennie, Regi Tage Danielsson | Idéonteatern, Stockholm      |
| 1962 | Sju dödssynder, balett (Die sieben Todsünden der Kleinbürger) | Musik: Kurt Weil, Libretto: Bert Brecht, Regi Holger Reenberg                                         | Malmö Stadsteater            |
| 1964 | Simson och Delila, balett                                     | Rune Lindström, Erland von Koch, Holger Reenberg                                                      | Malmö Stadsteater            |
| 1965 | Hello Dolly, musical                                          | M Stewart, Th Wilder, J Herman, Regi Folke Abenius                                                    | Malmö Stadsteater            |
| 1967 | Mannen från La Mancha (Man of la Mancha), musical             | Dale Wasserman, Mitch Leigh, Regi Josef Halfen                                                        | Malmö Stadsteater            |
| 1970 | Mame, musical                                                 | J Lawrence, R E Lee, J Herman, Regi Holger Reenberg                                                   | Malmö Stadsteater            |

#### Regi - Urval
| År   | Produktion                                      | Upphovsmän                         | Teater            |
| ---- | ----------------------------------------------- | ---------------------------------- | ----------------- |
| 1960 | Väst-Kust-Story                                 | Karl Gerhard                       | Cirkus, Göteborg  |
| 1960 | Den flygande trumman, barnpjäs                  | Lennart Hellsing                   | Malmö Stadsteater |
| 1963 | Stoppa världen - jag vill stiga av!, musical    | Leslie Bricusse och Anthony Newley | Malmö Stadsteater |
| 1965 | Oklahoma!, operett                              | Oscar Hammerstein, Richard Rogers  | Malmö Stadsteater |
| 1975 | Csardasfurstinnan, operett (Die Csárdásfürstin) | Emmerich Kálmán                    | Malmö Stadsteater |
| 1976 | Teaterbåten, operett (Showboat)                 | Jerome Kern                        | Malmö Stadsteater |
| 1977 | Vita hästen, operett                            | Ralph Benatzky                     | Malmö Stadsteater |